# Wolverton Common
Wolverton Common – osada w Anglii, w hrabstwie Hampshire, w dystrykcie Basingstoke and Deane. Leży 32 km na północny wschód od miasta Winchester i 78 km na zachód od Londynu.